# Jandry Moreira
Jandry Paul Moreira Parraga (Portoviejo, Manabi, 5 de enero de 1998) es un futbolista ecuatoriano, que actualmente juega de portero en Liga Deportiva Universitaria de Portoviejo de Ecuador.

## Clubes
| Club               | País    | Año             |
| ------------------ | ------- | --------------- |
| Liga de Portoviejo | Ecuador | 2014-actualidad |